# Buels Gore
Buels Gore ist ein Unincorporated Gore im Chittenden County des Bundesstaats Vermont in den Vereinigten Staaten, mit 29 Einwohnern (laut Volkszählung von 2020).

## Geografie

### Geografische Lage
Buels Gore liegt in der südöstlichen Spitze des Chittenden Countys, in den Westausläufern der Green Mountains. Es gibt nur wenige kleine Wasserläufe auf dem Gebiet des Gores. Die größte Fläche nimmt der Camel Hump State Park ein. Die Oberfläche ist hügelig. Die höchste Erhebung ist der 904 m hohe Stark Mountain.

### Nachbargemeinden
Alle Entfernungen sind als Luftlinien zwischen den offiziellen Koordinaten der Orte aus der Volkszählung 2010 angegeben.
- Norden: Huntington, 3,8 km
- Osten:  Fayston, 8,0 km
- Süden:  Lincoln, 4,9 km
- Westen:  Starksboro, 4,8 km

### Klima
Die Durchschnittstemperatur in Buels Gore liegt zwischen −11,0 °C (12 °Fahrenheit) im Januar und 18,2 °C (61 Grad Fahrenheit) im Juli. Damit ist der Ort gegenüber dem langjährigen Mittel Vermonts um etwa 2 Grad kühler. Die Schneefälle zwischen Oktober und Mai erreichen ihren Höchstwert im Januar und liegen deutlich höher als die mittlere Schneehöhe in den USA. Die tägliche Sonnenscheindauer liegt am unteren Rand des Wertespektrums der USA, im Zeitraum September bis Dezember zum Teil deutlich darunter.

## Geschichte
Major Elias Buel bekam den Grant für eine Town Coventry zugesprochen, an einer Stelle, wo jedoch aufgrund eines Messfehlers gar kein Land mehr zur Verfügung stand. Deshalb wurde ihm am 4. November 1780 ein „flying Grant“ gegeben. Damit konnte er Land erwerben, welches zu diesem Zeitpunkt noch nicht in Besitz genommen worden war. Drei Parzellen nahm er so in Besitz. Land im Orleans County, heute Coventry, Coventry Leg bzw. Coventry Gore (gehört heute zu Newport) und Buels Gore. Buels Gore war zuvor als Huntington Gore bekannt, eine dreieckige Parzelle, südlich von Huntington.
Festgesetzt wurde diese Landnahme am 22. Oktober 1788, zurückdatiert auf das Datum des Original Grants. Buel und seine Partner mussten die Steuer rückwirkend für acht Jahre entrichten. Buel verlor das Interesse und zog nach New York.
Im Jahr 1840 wohnten 18 Menschen in Buels Gore. Es gab nie eine nennenswerte Ansiedlung, kein Postamt und keinen Vertreter in der Legislative von Vermont. Die Verwaltung erfolgt durch einen vom Staat bestimmten Supervisor.
Das Mad River Road Race führt durch Buels Gore.

### Einwohnerentwicklung
| Volkszählungsergebnisse – Buels Gore, Vermont | Volkszählungsergebnisse – Buels Gore, Vermont | Volkszählungsergebnisse – Buels Gore, Vermont | Volkszählungsergebnisse – Buels Gore, Vermont | Volkszählungsergebnisse – Buels Gore, Vermont | Volkszählungsergebnisse – Buels Gore, Vermont | Volkszählungsergebnisse – Buels Gore, Vermont | Volkszählungsergebnisse – Buels Gore, Vermont | Volkszählungsergebnisse – Buels Gore, Vermont | Volkszählungsergebnisse – Buels Gore, Vermont | Volkszählungsergebnisse – Buels Gore, Vermont |
| Jahr                                          | 1800                                          | 1810                                          | 1820                                          | 1830                                          | 1840                                          | 1850                                          | 1860                                          | 1870                                          | 1880                                          | 1890                                          |
| --------------------------------------------- | --------------------------------------------- | --------------------------------------------- | --------------------------------------------- | --------------------------------------------- | --------------------------------------------- | --------------------------------------------- | --------------------------------------------- | --------------------------------------------- | --------------------------------------------- | --------------------------------------------- |
| Einwohner                                     |                                               |                                               |                                               |                                               | 18                                            |                                               |                                               |                                               |                                               |                                               |
| Jahr                                          | 1900                                          | 1910                                          | 1920                                          | 1930                                          | 1940                                          | 1950                                          | 1960                                          | 1970                                          | 1980                                          | 1990                                          |
| Einwohner                                     | 20                                            | 16                                            | 14                                            | 4                                             | 4                                             | 3                                             | 0                                             | 10                                            | 9                                             | 2                                             |
| Jahr                                          | 2000                                          | 2010                                          | 2020                                          | 2030                                          | 2040                                          | 2050                                          | 2060                                          | 2070                                          | 2080                                          | 2090                                          |
| Einwohner                                     | 12                                            | 30                                            | 29                                            |                                               |                                               |                                               |                                               |                                               |                                               |                                               |

## Wirtschaft und Infrastruktur

### Verkehr
Buels Gore wird von der Vermont State Route 14 in westöstlicher Richtung durchquert. Es gibt keine weiteren Straßen auf dem Gebiet von Buels Gore.

### Öffentliche Einrichtungen
Es gibt kein Krankenhaus in Buels Gore. Das  University of Vermont Medical Center in Burlington ist das nächstgelegene Krankenhaus.